# Euserica brancobaraudi
Euserica brancobaraudi är en skalbaggsart som beskrevs av Ruiz och Avila 1995. Euserica brancobaraudi ingår i släktet Euserica och familjen Melolonthidae. Inga underarter finns listade i Catalogue of Life.